# Natalin (Lublin)
Natalin [pronunciación en polaco: /naˈtalin/] es un pueblo en el distrito administrativo de Gmina Jastków, dentro del Distrito de Lublin, Voivodato de Lublin, en el este de Polonia. Él mentiras aproximadamente 3 kilómetros al sudeste de Jastków y 9 kilómetros al noroeste de la capital regional, Lublin.